# Трохимук Юрій Васильович
Ю́рій Васи́льович Трохиму́к (1 грудня 1988 — 14 липня 2014) — молодший сержант Збройних сил України, учасник російсько-української війни.

## Життєвий шлях
Народився 1988 року в селі Залаззя Волинської області. Наймолодший у багатодітній родині, закінчив Залазнівську ЗОШ.
Мобілізований у квітні 2014-го, заступник командира взводу — командир відділення, 51-а окрема механізована бригада.
Загинув 14 липня 2014-го року під час переміщення в колоні поблизу села Черемшине. Бій відбувся вночі, військовики бригади дали гідну відсіч терористам. Після бою почали відхід із Черемшиного, але терористи пострілом ПТРК уразили САУ 2С1. Тоді загинуло ще двоє вояків — Ігор Кантор і Олександр Абрамчук, 2 зазнали поранень. Від вибуху вояків викинуло з машини, сильно обгоріли.
Без Юрія лишились мати Ганна Степанівна, батько Василь, брат Анатолій, сестри Любов, Віра та Олена.
Похований у селі Залаззя.

## Нагороди та вшанування
За особисту мужність і героїзм, виявлені у захисті державного суверенітету та територіальної цілісності України, вірність військовій присязі під час російсько-української війни, відзначений — нагороджений
- орденом «За мужність» III ступеня (посмертно)
- 20 квітня 2015 року в Залазнівській ЗОШ відкрили й освятили меморіальну дошку та висадили 26 туй — скільки було Юрію років на час смерті